# Lila pereszke
A lila pereszke vagy lila tölcsérpereszke (Lepista nuda) ehető gombafaj, kalapja fiatalon kékeslila és domború, az idősebb gombáé egy kissé ellapul és a színe barnás-lila lesz. A kalap átmérője akár 8–15 cm is lehet. A tönkkel alig érintkező, a tönk felé felkanyarodó lemezei is lilák, majd megsárgulnak és könnyen leválaszthatók a kalapról. Vaskos, szálasan lila, kemény tönkje, belül is lilás, később sárgásbarna. A tönk alja alul gyakran molyhos-nemezes a gombára tapadó, néha szintén lilás micéliumfonalaktól. Illata erős, fűszeres, jellegzetes „pereszkeillat”.
Ősszel, és még a tél elején is megtalálható mindkét faj az erdők napfényes részein, de kertekben és útszéleken is előfordul. Egész Európában elterjedt gyakori faj. Nyersen nem ehető, sőt így még enyhe mérgezést is okozhat. A lila pereszke piacokon árusítható, vidéki városok piacán gyakori, őszi gomba.
Spórapora világos, fehéres, halvány rózsaszínes színű. Ellipszis alakú spórái 4–5 x 6–8 µm méretűek, apró tüskék díszítik.
A lilatönkű pereszke (Lepista personata) is ehető gombafaj, melynek húsos kalapja szürkés, szürkésbarna vagy halványan kékes-lila, később sárgásbarna színűvé válik. A két gombafaj egymással is, de más mérgező fajokkal, elsősorban a lilás színű pókhálósgombákkal és más tölcsérgombafajokkal is könnyen összetéveszthető.